# Indischer Landblutegel
Der Indische Landblutegel (Haemadipsa sylvestris) ist eine Art der Landegel (Haemadipsidae), die am Boden feuchter Wälder Indiens und Südostasiens als Blut saugender Parasit verschiedene Wirbeltiere und auch den Menschen befällt. 

## Merkmale
Der Indische Landblutegel hat einen konvexen Rücken und einen abgeflachten Bauch. Mit bis zu 5 cm Länge ist er der größte Landegel Indiens. Der Körper ist braun oder auch gelb gefärbt, doch ist ein Bereich in der Mitte des Rückens blasser mit drei längs des Rückens verlaufenden schwarzen Streifen, von denen der mittlere am schmalsten und manchmal unterbrochen ist oder auch fehlen kann. Es kann hellorange oder gelbe seitliche Längsstreifen geben. Das dritte und vierte Augenpaar sind durch einen vollständigen Ringel getrennt. Eine Greifpapille ist kaum entwickelt oder fehlt. Der Indische Landblutegel hat an der ventralen Oberfläche des hinteren Saugnapfes 69 bis 80, meist 74 bis 76 Radialrippen. Wie andere Egel der Gattung Haemadipsa hat er drei Kiefer, die jeweils mit einer einfachen Zahnreihe versehen sind.

## Lebensraum und Lebensweise
Haemadipsa sylvestris lebt an feuchten Orten unter Ziegeln und Stein oder im feuchten Erdboden. Der Egel begibt sich manchmal in Gewässer, wo er gut zu schwimmen vermag. Er saugt Blut an verschiedenen Säugetieren und auch am Menschen und seinen Haustieren, wobei er stark schmerzende Bisswunden verursacht.

## Verbreitung
Der Indische Landblutegel ist in Indien in den Bundesstaaten Tripura, Arunachal Pradesh, Assam, Meghalaya, Sikkim, Uttar Pradesh und Westbengalen sowie auf den Andamanen verbreitet, darüber hinaus in Bangladesch, Myanmar, auf Borneo, Java und Sumatra. Im Himalaya ist er insbesondere auf Höhen von 1500 bis 2000 m über dem Meeresspiegel häufig.

## Fortpflanzungszyklus
Wie andere Egel ist der Indische Landblutegel ein Zwitter, der als Kieferegel einen Penis besitzt. Bei der gegenseitigen Begattung wird das Sperma durch den Penis direkt in die Gonopore des Sexpartners übertragen. Die Eier werden in einem schützenden Kokon abgelegt, wo sie sich zu fertigen kleinen Egeln entwickeln.